# إي آي جوثنبورغ
إي آي جوثنبورغ (بالإنجليزية: EA Gothenburg)‏ (المعروفة سابقا باسم Ghost Games) هي شركة سويدية مملوكة من قبل شركة إلكترونيك آرتس (EA) وهي متخصصة في ألعاب الفيديو، تأسست عام 2011 ويقع مقرها في غوتنبرغ. تقوم الشركة بتطوير ألعاب الفيديو.